# 洞爺丸
洞爺丸（日语：とうやまる）是日本國有鐵道的青函連絡船。

## 沉沒
1954年9月26日，洞爺丸受1954年颱風15號（洞爺丸颱風）吹襲而沉沒，造成全船1337人共有1155人死亡。